# 熊本浜線バイパス
熊本浜線バイパス（くまもとはませんバイパス）は、熊本県熊本市から上益城郡嘉島町に至る国道266号および国道445号のバイパス道路である。

## 概要

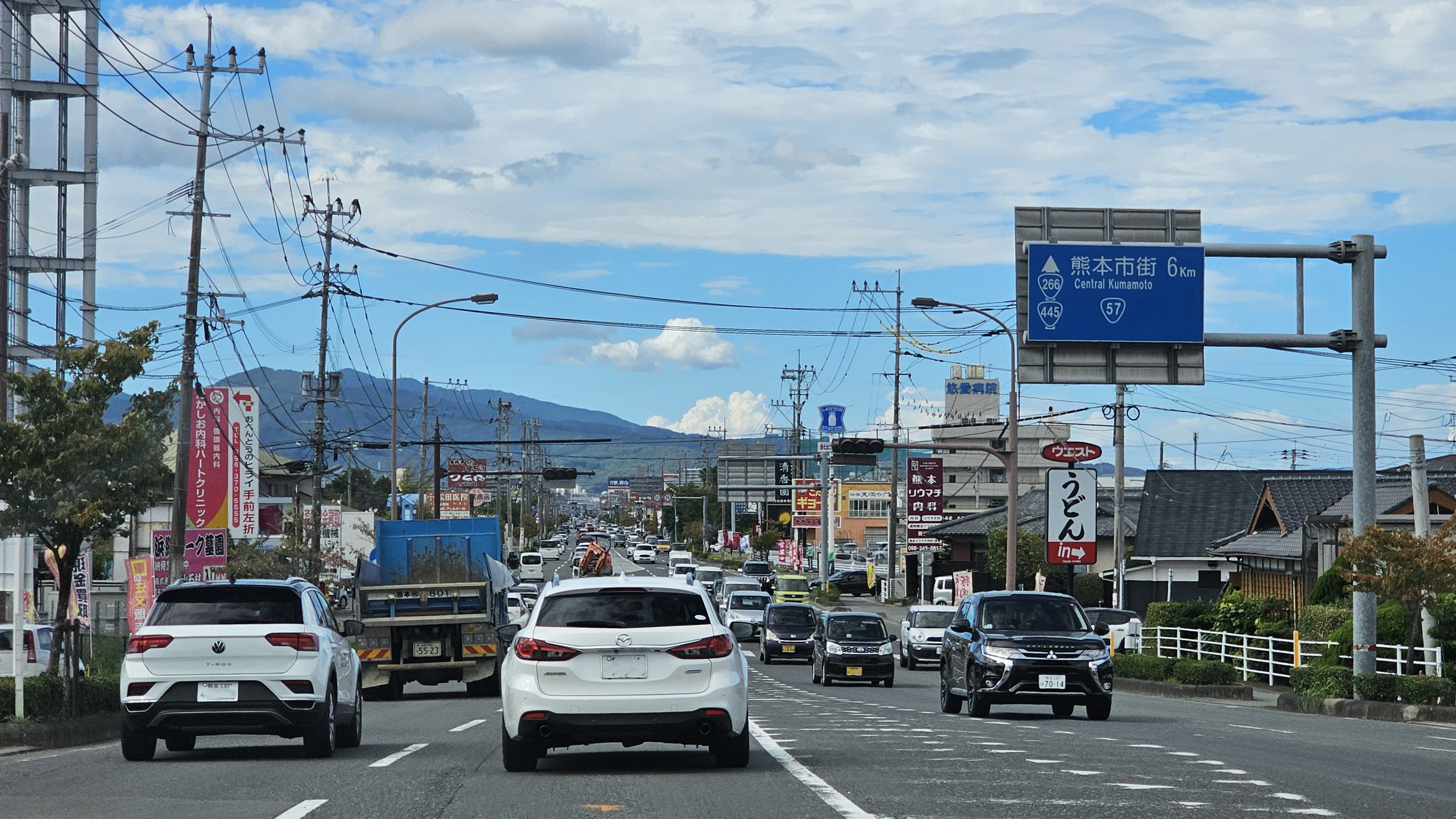
熊本市東区・嘉島町境付近（2024年撮影）

南熊本 - 嘉島間の県道・熊本浜線が慢性な渋滞を解消するために計画・開通させたバイパスである。終点で御船バイパスに接続している。
区間全線片側2車線。ただし熊本市東区・嘉島町境にあり、加勢川を渡る中の瀬橋以北（熊本市中心部寄り）は基本的に中央分離帯がない。かつては一部が片側1車線であった（2003年までに片側2車線化）。
国道266号重複区間（現在の熊本市南区田井島付近）に関しては、梶尾真治の小説「黄泉がえり」にも登場する。

### 路線データ
- 起点：熊本県熊本市中央区八王寺町
- 終点：熊本県上益城郡嘉島町上島

## 歴史
- | [icon] | この節の加筆が望まれています。 |

## 路線状況

### 道路施設

#### 橋梁
- 八王寺陸橋 - 浜線バイパス開通後に作られた豊肥本線をまたぐ跨線橋である。
- 中の瀬橋 - 加勢川に架かる橋梁である。
1964年まで熊延鉄道の鉄橋が架かっていた。

## 地理

### 交差する道路
R266・R445共通区間
- 国道57号熊本東バイパス
- 熊本県道236号神水川尻線
- 熊本県道103号熊本空港線
- 熊本県道104号熊本浜線

R445区間
- 熊本県道50号熊本嘉島線
- 熊本県道106号嘉島甲佐線

### 沿線
- 南熊本駅
- ゆめタウンはません
- 熊本中央病院
- 加勢川
- イオンモール熊本（旧：ダイヤモンドシティ・クレア→イオンモール熊本クレア）
- 緑川